# Machaerium complanatum
Machaerium complanatum är en ärtväxtart som beskrevs av Adolpho Ducke. Machaerium complanatum ingår i släktet Machaerium och familjen ärtväxter. Inga underarter finns listade i Catalogue of Life.